# Mitra mitra
Mitra mitra (nomeada, em inglês, episcopal miter, episcopal mitre, giant mitre ou orange-spotted sand snail; em português, mitra-episcopal) é uma espécie de molusco gastrópode marinho da família Mitridae, classificada por Linnaeus, em 1758, com a denominação de Voluta mitra, na sua obra Systema Naturae. É considerada a espécie-tipo dentro de seu gênero, sendo muito comum na região do Indo-Pacífico.

## Descrição e hábitos
Mitra mitra é a maior espécie dentro do gênero Mitra, atingindo de 14 a 18 centímetros de comprimento quando desenvolvida. Sua concha pesada apresenta uma espiral alta, em torre, e finas linhas espirais puntiformes que, finalmente, desaparecem por completo nas duas últimas voltas. Lábio da abertura da concha com curtos espinhos (serrilhado) e com seu interior de coloração creme. Columela com quatro dobras que a acompanham por todo o interior da espiral e escudo columelar estreito. Sua coloração superficial é branca e brilhante, com amplas manchas, geralmente retangulares, de coloração laranja ou avermelhada, diferindo de Mitra papalis, espécie aparentada em tamanho e peso, por ter manchas maiores e mais pálidas.
Esta é uma das espécies mais conhecidas e populares em sua região, vivendo em águas tropicais rasas e perto de recifes de coral. Normalmente estes caramujos ficam enterrados na areia durante o dia e semi-ativos na virada da maré; deixando grandes faixas quando se movem, sob uma cobertura parcial de areia. São mais ativos durante a noite, quando se arrastam por sobre a areia. Conchas são encontradas depositadas em praias.
Mitra mitra é uma espécie carnívora e predadora. O animal apresenta uma probóscide muito longa, que é usada para penetrar profundamente os tubos de vermes Sipuncula, escavadores marinhos.

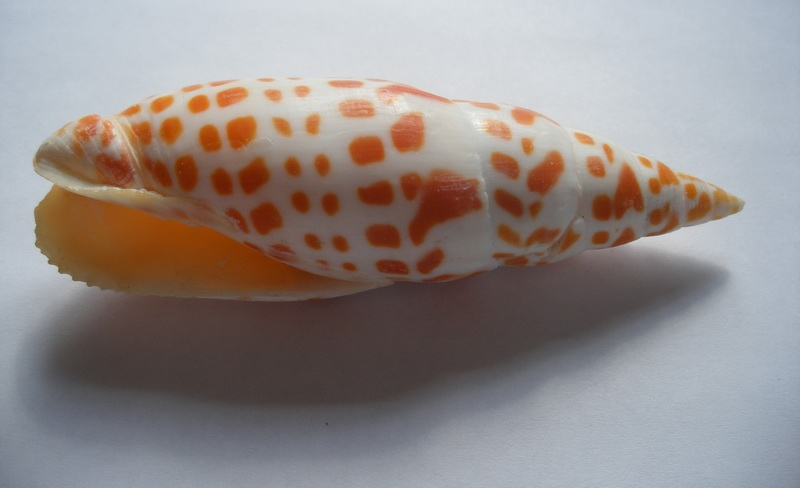
Exemplar de M. mitra, onde é possível a observação de seu lábio serrilhado, na abertura da concha (abaixo e à esquerda).

## Distribuição geográfica
Esta espécie é muito comum na região do Indo-Pacífico, indo da África Oriental, incluindo Madagascar e Mar Vermelho, à Polinésia e Japão, passando pelas Filipinas e nordeste da Austrália (na região da Grande Barreira de Coral), indo para o Havaí e havendo registros, bem raros, em Costa Rica e Galápagos.

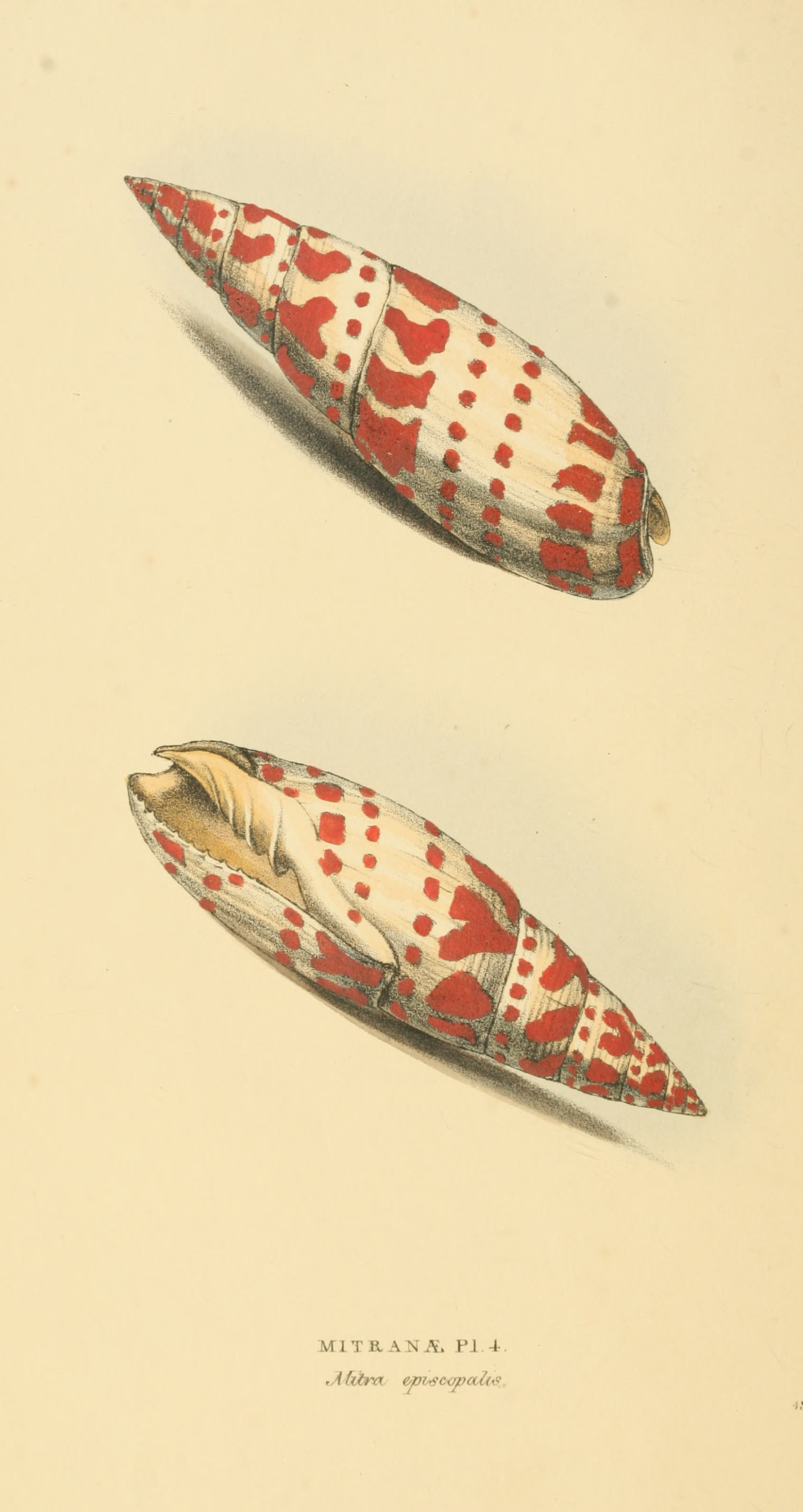
Ilustração de M. mitra datada de 1829, onde é possível a observação de sua antiga denominação: Mitra episcopalis.[20] Ilustração feita por William John Swainson.